# Warner Bros. Records
Warner Bros. Records Inc. je američka diskografska kuća. Iz ove se kuće razvila današnja Warner Music Group, te se danas nalazi pod ovom kompanijom. Danas se često oslovljava imenom 'Warner' ili 'the Bunny' (eng. zec) zbog Zekoslava Mrkve, crtanom junaku kojeg je osmislio također dio ove grupacije, Warner Bros. Pictures.

## Povijest
Warner Bros. Records je izvorno osnovan 1958. kao glazbeni dio američkog filmskog studija Warner Bros. Pictures. Za skoro cijeli vijek svog postojanja ova je grupacija bila pod nadzorom veće roditeljske korporacije. Dijelovi kompanije koje nadzire Warner Bros. su nastale iz mnogih zamršenih spajanja kompanija i znanja, sve od 1960-ih pa do 2000-ih. Kroz te godine je Warner Bros. Records izrastao iz malog igrača industrije u jednog od najuspješnijih u svijetu.
Vlasnik kompanije je 2003. godine dao na rasprodaju ovu glazbenu imovinu te su ga kupile privatne grupacije. Danas je to nezavisna kompanija koja posluje kao Warner Music Group (WMG), čija je Warner Bros. Records aktivna kuća. Warner Music Group je danas treća najveća, od četiri, internacionalna glazbena kompanija. Kuća danas ima prava na više od milijun pjesama od 65.000 pjevača. što je čini najvećim svjetskim objavljivačem.